# Edmund Lengfelder
Edmund Lengfelder (* 30. März 1943 in Weiden in der Oberpfalz) ist ein deutscher Strahlenbiologe und Arzt.

## Leben
Nach seinem Abitur am humanistischen Augustinus-Gymnasium Weiden 1962 und Ableistung des Wehrdienstes studierte Edmund Lengfelder von 1964 bis 1970 in München Medizin. 1971 wurde er mit der Dissertation Zur Strahlenbiochemie von Nukleotiden zum Doktor der Medizin promoviert. Von 1971 bis 1972 beschäftigte er sich mit Forschungsarbeiten zu strahleninduzierten Radikalreaktionen am Institute of Cancer Research and Department of Physics in London. 1974 schloss er ein physikalisches und elektronisches Ergänzungsstudium ab. 1979 habilitierte er sich für das Fachgebiet Strahlenbiologie. 1983 folgte die Berufung als Professor an das Strahlenbiologische Institut durch die Medizinische Fakultät der Ludwig-Maximilians-Universität München. 1989 weilte er als Gastprofessor am englischen nationalen Forschungszentrum Medical Research Council in Harwell.
Nach der Katastrophe von Tschernobyl begann er mit der Hilfeleistung in den betroffenen Regionen in Belarus und der Ukraine. Nach dem Zusammenbruch der Sowjetunion fuhr er 1991 nach Belarus in eine der am meisten kontaminierten Gegenden um die Stadt Homel, wo er mit Mitarbeitern seines Institutes und Ärzten vor Ort ein Schilddrüsenzentrum errichtete, in dem bisher über 100 000 an der Schilddrüse und an Schilddrüsenkrebs erkrankte Menschen nach westlichen Maßstäben behandelt wurden. Um den durch den Tschernobyl-Unfall betroffenen Menschen in den besonders belasteten Gebieten zu helfen, aber auch darüber hinaus gründete er 1992 den Deutschen Verband für Tschernobyl-Hilfe (DVTH) und war dessen Vorsitzender. Einmal um konkret in den hierdurch betroffenen Gebieten „mit humanitären Projekten im Bereich Medizin, Soziales und Ausbildung“ zu helfen, darüber hinaus aber auch allgemein „nach Ereignissen mit radiologischer Belastung im In- und Ausland humanitäre Hilfe für die betroffene Bevölkerung zu leisten“, „Gesundheitsschäden entgegenzuwirken“ und „Maßnahmen zur Verminderung der Strahlenbelastung und Verbesserung der ökologischen, gesundheitlichen und sozialen Situation der Menschen zu fördern“.
Außerhalb akademischer Strukturen begründete er die Gesellschaft für Strahlenschutz und, daran angeschlossen, das Otto-Hug-Strahleninstitut, benannt nach dem Strahlenbiologen Otto Hug, dessen Leiter er auch ist.
Seit 1991 arbeitet er an der Internationalen Sacharow-Umwelt-Universität in Minsk im internationalen wissenschaftlichen Beirat. 2006 initiierte er den internationalen Kongress „20 Jahre Leben mit Tschernobyl – Erfahrungen und Lehren für die Zukunft“, der gesundheitliche und andere Folgen der Katastrophe auswertete. Bei seiner wissenschaftlichen Beschäftigung mit der gesundheitlichen Auswirkung von Radioaktivität befasst er sich schwerpunktmäßig nicht nur mit den gesundheitlichen Folgen der Tschernobyl-Katastrophe, sondern auch mit der Induktion von Krankheiten auch im geringen Dosisbereich.

## Leistungen
Lengfelder hat bisher nach eigenen Angaben über 200 Publikationen zu den Themenbereichen Radikalbiochemie, molekulare und zelluläre Strahlenwirkung, Strahlenrisiko, Radioökologie, Folgen nuklearer Unfälle, Tschernobyl-Folgen verfasst. Er ist Mitglied mehrerer internationaler Gesellschaften auf dem Gebiet der Strahlenforschung, Strahlenbiologie, Strahlenschutz, Radiologie und Onkologie sowie Biochemie.
Seit 1986 befasst er sich schwerpunktmäßig mit den gesundheitlichen und radioökologischen Folgen der Tschernobyl-Katastrophe und der Induktion von Erkrankungen durch niedrige Strahlungsdosen und ionisierende Strahlung. Als Leiter der Projekte des Otto-Hug-Strahleninstituts e. V. war er von 1986 bis 2006 mehr als 150 Mal in der Region um Tschernobyl.

## Kritik
In einem populären Buch kritisieren Krämer/Mackenthun Lengfelder, weil der die Toten infolge der Nuklearkatastrophe von Tschernobyl bis 1996 mit 25.000 angebe und weit geringere Angaben der Internationalen Atomenergie-Organisation für unsinnig halte. Das Bundesamt für Strahlenschutz geht weiterhin davon aus, dass es keine verlässlichen Zahlen zu möglichen strahlenbedingten Toten nach Tschernobyl gebe.

### Klimawandelleugnung
Im Vorfeld der Bundestagswahl 2017 trat Lengfelder mehrmals bei Wahlkampfveranstaltungen der Alternative für Deutschland im Landkreis Rosenheim als „Klima-Experte“ auf und vertrat dabei klimawandelleugnende Positionen.
Unter anderem bezieht sich Lengfelder auf den Hackerzwischenfall am Klimaforschungszentrum der University of East Anglia, welcher eine seiner Ansicht nach vorherrschende Korruption in der Klimatologie beweisen soll, und vertritt die bereits seit Jahren umfangreich widerlegte Hypothese, dass Weinanbau auf Grönland bereits zu Zeiten der Wikinger möglich gewesen sei und die globale Erwärmung aufgrund dessen nicht auf einen anthropogenen Anstieg zurückgeführt werden könne, sondern lediglich natürlichen Schwankungen außerhalb jedes menschlichen Einflusses unterliege.
Ebenso veröffentlichte er in seiner Funktion als Vorsitzender des Otto Hug Strahleninstitut für Gesundheit und Umwelt e. V. eine Handreichung für Lehrkräfte sowie eine weitere Publikation, welche verschwörungsideologische Ansichten vertreten, das Bildungssystem in Deutschland als politisch indoktriniert darstellen und den Vorwurf der Propaganda und der Korruption erheben. Lengfelder zieht außerdem einen Vergleich zur Lage Galileo Galileis vor der Kopernikanischen Wende.
Im Dezember 2017 referierte Lengfelder im Rahmen eines Bewusst-Treffs in Stephanskirchen, wobei es sich um eine der Reichsbürgerbewegung nahestehenden lokalen Gruppierung im Zuge des Video-Propagandaprojekts Bewusst.TV handelt.

## Auszeichnungen
- 1992 Ehrendoktor der Belarussischen Staatlichen Universität in Minsk
- 1999 Franzisk-Skorini-Orden der Republik Belarus für herausragende Leistungen bei der Bekämpfung und Linderung der gesundheitlichen Folgen der Reaktorkatastrophe in Tschernobyl[21]
- 2001 Ehrendoktor der Sacharow-Institut in Minsk
- 2003 Medaille München leuchtet – Den Freunden Münchens in Silber für Verdienste um die Hilfe für Opfer der Reaktorkatastrophe von Tschernobyl[22]
- 2011 Bayerischer Naturschutzpreis des Bund Naturschutz in Bayern[23]
- 2014: Ehrenpreis des Nuclear-Free Future Award für das Lebenswerk

## Publikationen
- Phosphoreszenzerscheinungen bei Adenin, Adenosin, Adenosinmonophosphat und Ribose nach Röntgenbestrahlung. Diss. München 1970
- et al.: Strahlenwirkung. Strahlenrisiko. Verlag Hugendubel Heinrich GmbH 1988, ISBN 3-88034-414-0
- Otto-Hug-Strahleninstitut: Das Otto-Hug-Strahleninstitut stellt sich vor. MMV-Medizin-Verlag, München 1989
- Strahlenwirkung. Strahlenrisiko. Daten, Bewertung und Folgerungen aus ärztlicher Sicht. Verlag Hüthig Jehle Rehm 1990, ISBN 3-609-63260-7
- Die Bedeutung modifizierender Faktoren für die Erhebung, Bewertung und Verbreitung von Untersuchungsergebnissen über die Folgen der Katastrophe in Tschernobyl. MMV Medizin-Verlag, München 1992
- (Hrsg.): Neue Bewertung des Strahlenrisikos : Niedrigdosis-Strahlung und Gesundheit. Proceedings, Kiel 1992. Gemeinsam mit dem Otto-Hug-Strahleninstitut e. V. und der Radiologischen Universitätsklinik zu Kiel, MMV Medizin-Verlag, München 1993, ISBN 3-8208-1224-5
- (Hrsg.): Gesundheitliche Risiken und Folgen des Uranbergbaues in Thüringen und Sachsen. Dresden 1993. Gemeinsam mit dem Otto-Hug-Strahleninstitut e. V., Bonn, und dem Otto-Hug-Strahleninstitut – Med. Hilfsmassnahmen e. V., München, MMV Medizin-Verlag, München 1995, ISBN 3-8208-1259-8
- (Hrsg.): 100 Jahre Röntgen: Medizinische Strahlenbelastung – Bewertung des Risikos. Verlag Gesellschaft für Strahlenschutz 1997, ISBN 3-9805260-0-3
- et al.: 15 Jahre nach Tschernobyl: Gesundheitliche Konsequenzen und humanitäres Engagement. Verlag Evangelische Akademie Loccum 2003, ISBN 3-8172-6001-6
- Kongressband zum internationalen Kongress „20 Jahre Leben mit Tschernobyl – Erfahrungen und Lehren für die Zukunft“, 14. – 17. September 2006, Feldkirch, Österreich, ISBN 978-3-929990-04-1